# Al. Rosetti
Alexandru Rosetti, conocido como Al. Rosetti (Bucarest, 20 de octubre de 1895-27 de febrero de 1990) fue un lingüista y editor rumano.

## Biografía
Nacido en Bucarest, sus padres eran Petre Rosetti Bălănescu, abogado y terrateniente, y su esposa Zoe (nacida Cornescu), cuyo padre escribió en 1874 Manualul vânătorului, que comienza con un prefacio titulado Pseudo-cynegeticos, obra de Alexandru Odobescu. Asistió a la escuela primaria en Câmpulung, a la que siguió la secundaria en su ciudad natal de Gheorghe Lazăr, donde se graduó en 1914. Entre 1916 y 1920, estudió Literatura en la facultad de Letras de la Universidad de Bucarest. Sus estudios se vieron interrumpidos por la Primera Guerra Mundial. Enviado al frente, fue herido en 1917, durante la Batalla de Mărășești. Entre sus profesores figuran Ovid Densusianu, Ioan Bianu, Ion Aurel Candrea y Dimitrie Onciul. 
Su primera obra publicada apareció en 1920, tras su graduación, y se tituló "Colindele religioase la români", un ensayo que fue publicado en la revista Analele Academiei Române. Memoriile secțiunii literare. Obtuvo una beca de estudios en París de 1920 a 1928. Primero asistió a la Escuela de Estudios Superiores en Ciencias Sociales, completando el programa en 1924 con una tesis sobre el rotacismo rumano. En la Sorbona, presentó dos tesis en 1926: una sobre fonética rumana en el siglo XVI; otra sobre la literatura rumana de finales del siglo XVI y principios del XVII, sobre documentos hallados en el archivo Bistrița.
A su regreso a Rumania, Rosetti fue nombrado profesor asociado de la Universidad de Bucarest en 1928. Catedrático desde 1932, fue jefe de departamento tras la muerte de Densusianu, en 1938.
Rosetti promovido enfoques modernos de investigación en fonética, fonología y en general, la matemática y la lingüística estructural. Se dirigió, especialista en publicaciones como el Boletín de linguistique, Studii și cercetări lingvistice, Fonetică și dialectologie, Revue roumaine de linguistique y Cahiers de linguistique theorique et aplicada. Fue el autor de la monumental Istoria limbii române, que apareció en seis volúmenes entre 1938 y 1946, y con frecuencia fue reeditado; así como otros valiosos lingüística de las obras. En el campo de la literatura, él fue uno de los principales editores del período de entreguerras y el apoyo prestado por numerosos autores, y también un antólogo (Cronicarii români, 1944; Schiță de istorie socială un limbii române, 1975). Sin embargo, su principal contribución fue como un sutil biógrafo: Note din Grecia (1938), Diverse (1962), Cartea albă (1968), Călătorii și portrete (1977). Otras obras toque en los problemas de un enfoque moderno de la literatura: Le Mot. Esquisse d'un théorie générale (1943; publicado en rumano como Filosofia cuvântului, 1946); Istoria limbii române literare, vol. I (en colaboración), 1966. En 1977, Rosetti publicó su correspondencia con George Călinescu, revelando su papel en la composición de esta última en 1941 magnum opus, Istoria literaturii române de la origini până în prezent. Fue galardonado con el Premio Herder en 1980. Un hombre de robusta salud, a los 94 años, Rosetti sufrido una quemadura accidente poco después de la Revolución rumana. Llevado a Elias Hospital, continuó haciendo planes para el futuro durante el final de sus días.
Él se casó con Maria Rallet, de un viejo boyardo de la familia; su padre Ion D. Rallet era un profesor de matemáticas en la Universidad de Iași. En 1944, se convirtió en vicepresidente de la Federación Democrática de Mujeres de Rumania; a partir de 1948, fue presidente de la Unión de Mujeres Democráticas de Rumania. Rosetti del centro de investigación fue nombrado después de él en 1992. En 2002, se fusionó con el Jordán instituto para formar el Iorgu Jordán – Al. Rosetti Instituto de Lingüística.